# Terremoto de Orán de 2008
El terremoto de Orán de 2008 fue un sismo registrado el 8 de junio de dicho año en Orán, Argelia. El sismo tuvo una magnitud de 5,5 grados en la escala sismológica de Richter. A pesar de que no se reportaron víctimas fatales, más de una decena de personas, en su mayoría niños, resultaron heridos. Varias casas quedaron destruidas o gravemente dañadas.
- Datos: Q6143118